# Malaika Mihambo
Malaika Mihambo (Heidelberg, 3 de fevereiro de 1994) é uma atleta alemã, campeã olímpica e mundial do salto em distância. 
Conquistou a medalha de bronze no Campeonato Europeu de Atletismo de 2016, realizado em Amsterdã, Holanda, com a marca de 6,65 metros. Quarta colocada na Rio 2016, venceu  a prova no Campeonato Europeu de Atletismo de 2018 e no Campeonato Mundial de Doha 2019 tornou-se campeã mundial com um salto de 7,30 m , o melhor de sua carreira.
Em Tóquio 2020, ganhou a medalha de ouro com a marca de 7,00 m, conseguida no último salto. Foi bicampeã mundial em Eugene 2022 com um salto de 7,12 m.
Em Paris 2024 ficou com a medalha de prata com a marca de 6,98 m.